# Carmen Ramos Pérez
Carmen Ramos (Antequera, 1956) es una escritora española de literatura infantil y juvenil. Realiza investigaciones en el campo de la animación a la lectura y escritura.
Trabaja como profesora de literatura. Realiza encuentros literarios y colabora con el Centro Andaluz de las Letras (Málaga). Escribe artículos de opinión en El Sol de Antequera, (Antequera). 

## Obra selecta
- La Caja de las Palabras Mágicas. Cuentos (1997) Editorial Arguval Málaga
- El armario de Camila (1999). Editorial Arguval. Málaga.
- El disfraz secreto (2001). Editorial Arguval. Málaga.
- Damasco, la leyenda del torreón (2002). Editorial Arguval. Málaga.
- Cervantes: un hombre en busca de aventuras y palabras 2005 (última edición). Edita Área de cultura. Ayuntamiento de Málaga.
- Picasso, el hombre de todos los mundos (2005). Editorial Arguval. Málaga.
- Los chismes de mi cuarto (2006). Colección Caracol. Edita CEDMA. Málaga.
- El museo de los chirimbolos (2020) Editorial BABIDI-BÚ. Sevilla

## Investigación lecto-escritora
- Premio Santillana (1995) Experiencias en el aula.
- Premio "Joaquín Guichot y Antonio Domínguez Ortiz" de investigación lecto-escritora. (2000) Junta de Andalucía.

PUBLICACIONES:
- La Caja de las Palabras Mágicas. Fundamentos y desarrollo (1997). Edita Centro de Profesores de Málaga. Junta de Andalucía.
- La Caja de las Palabras Mágicas (2000). Junta de Andalucía. Consejería de Educación.(CD-ROM).
- Libros, lecturas y otras verdades adolescentes (2009). Pacto Andaluz por el Libro. Consejería de Cultura. Junta de Andalucía.